# Crufts
Crufts («Крафт», «Крафтс») — кинологическое мероприятие, которое ежегодно проходит в течение четырёх дней в начале марта. 
Организатором мероприятия выступает Английский Кеннел-клуб. 
Мероприятие проводится в павильонах Национального выставочного центра в Бирмингеме (Англия).
Центральное событие «Крафта» — одна из самых престижных, наряду с Westminster Dog Show, и самая крупная в мире выставка собак. 
В рамках «Крафта» проходят соревнования по различным видам кинологического спорта: аджилити, обидиенс, флайболу, кинологическому фристайлу, а также обширные мероприятия по популяризации чистопородного собаководства, ответственного отношения к собакам и полезной деятельности собак.
В выставке и соревнованиях ежегодно участвуют около 25 тысяч собак и 150 тысяч зрителей. 
Члены британской королевской семьи патронируют «Крафт» со дня его основания.

## История

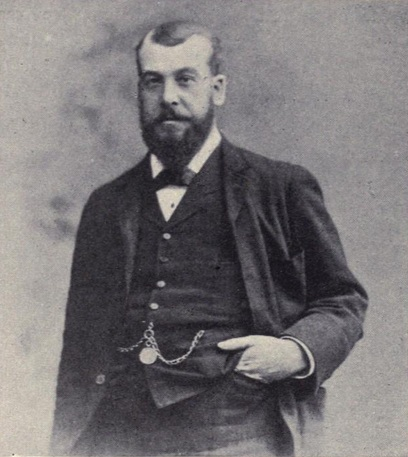
Чарльз Альфред Крафт, 1902 год

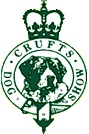
Первый логотип выставки собак Крафта

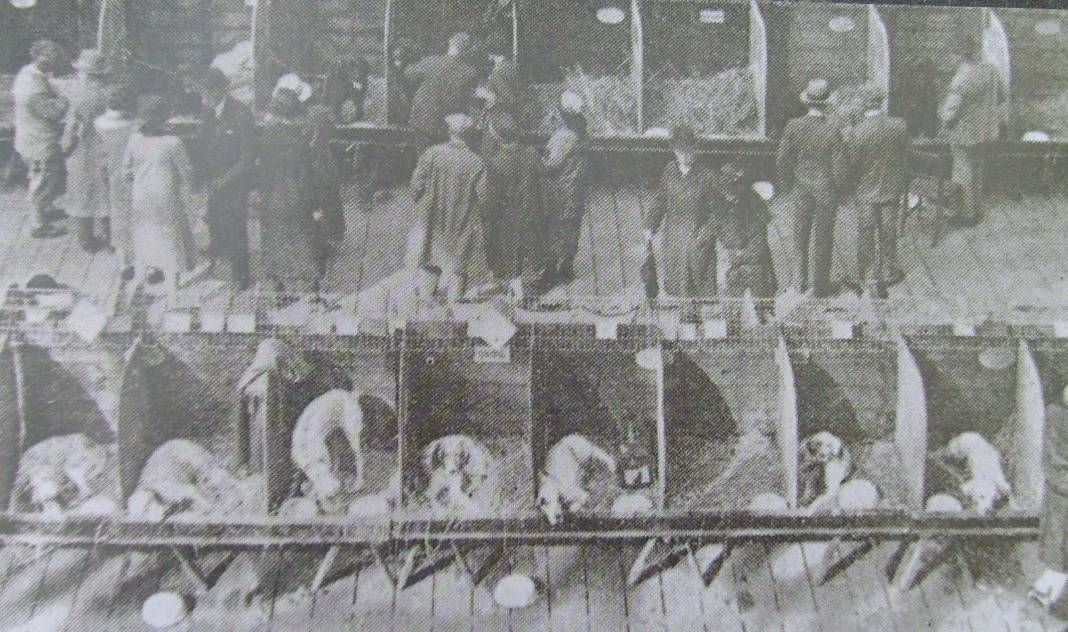
Cruft’s, 1891 год. Выставочные боксы

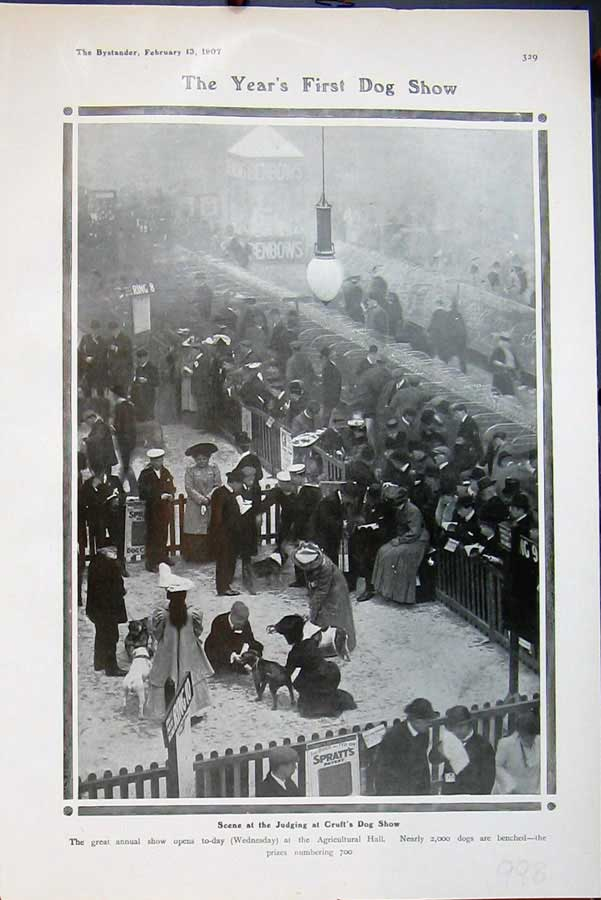
Cruft’s, 1907 год. Судейство в породном ринге

### Основание
Основателем выставки был английский менеджер Чарльз Крафт (англ. Charles Alfred Cruft, 28 июня 1852 — 10 сентября 1938). Крафт родился в семье ювелира и никогда не проявлял особенного интереса к собакам. Трудовую деятельность начал в качестве мальчика на побегушках, а затем торгового агента в компании, выпускавшей собачьи галеты. За несколько лет Чарльз дослужился до должности менеджера и в качестве представителя компании был приглашён на Всемирную выставку 1878 года в Париже для организации шоу породистых собак. В последующие годы Крафта приглашали для организации и других выставок собак в Европе.
В 1886 году Крафт провёл выставку терьеров в Лондоне и руководил ею в последующие годы. В 1890 году к участию в выставке, помимо терьеров, были допущены колли и несколько декоративных пород, и в 1891 году Крафт анонсировал The Great Cruft’s Dog Show — большую выставку собак Крафта. Местом проведения выставки стал Королевский земледельческий павильон (англ. Royal Agricultural Hall) в Ислингтоне. Контракт с владельцем помещения предусматривал исключительное право Крафта на проведение выставок собак на этой территории на много десятилетий вперёд. Чарльз Крафт лично разработал логотип выставки в виде головы сенбернара в обрамлении из ошейника. Публике было обещано невиданное прежде, самое большое собрание самых лучших собак, все породы со всех концов света. Именно благодаря грандиозной рекламе шоу имело огромный успех.
На первую выставку было принято 2437 записей — немалое количество даже по современным меркам. Фактическое количество собак было несколько меньше, около двух тысяч — по принятым в Англии правилам собака может быть записана в несколько выставочных классов. Участвовали собаки 36 пород. The Standard писал, что шоу Крафта превзошло все прошлые выставки, The Daily Telegraph отмечал его беспрецедентный масштаб. Выставка стала популярным, ожидаемым событием и привлекала всё больше участников и зрителей.
К 1914 году выставка Крафта стала крупнейшей в мире. В 1918—1920 годах выставки Крафта не проводились из-за Первой мировой войны. В погоне за заветной целью — довести количество записей на выставку до десяти тысяч — в 1936 году, на пять лет раньше календарного 50-летия, Крафт назначил празднование золотого юбилея своей выставки. Рекламная кампания под лозунгом «Золотой юбилей шоу Крафта» позволила собрать 10 650 записей.
В 1938 году Чарльз Крафт умер. Руководство бизнесом приняла его вдова Эмма Крафт, но вскоре продала все права на предприятие Английскому Кеннел-клубу за скромную сумму в 4 тысячи фунтов.

### После войны
Во время Второй мировой войны в Англии не проводили крупных выставок собак. «Крафт» возродился в 1948 году. Земледельческий павильон в Ислингтоне был разрушен бомбёжками, и выставка переместилась в «Олимпию» — крупнейшую крытую арену Лондона. Возрождённый «Крафт» был с энтузиазмом принят участниками и публикой, в первой послевоенной выставке экспонировались 84 породы собак. 
Уже в 1950 году количество собак достигло рекордной цифры 5700 при количестве записей 12 тысяч. 
В 1974 году «Кеннел-клуб» провёл ребрендинг выставки собак Крафта: традиционные красные и жёлтые цвета сменили мягкие зелёные тона, из логотипа Cruft’s исчез апостроф, и выставка приобрела своё современное название — Crufts.
Оказалось, что арена «Олимпии» недостаточно велика для «Крафта». К середине 1960-х пришлось вводить ограничения на участие: сперва исключили из выставочной программы классы младших щенков, а затем стали допускать лишь тех собак, кто уже занимал призовые места на выставках. 
В 1979 году шоу перебралось в более просторный выставочный центр Эрлс-корт (Earls Court), но места всё-таки не хватало. Чтобы разместить всех участников, в 1982 году продолжительность выставки была увеличена до трёх дней, а в 1987 году — до четырёх.

### В Бирмингеме
При подготовке к 100-летнему юбилею «Крафта» руководство «Кеннел-клуба» приняло важное решение о перемещении выставки за пределы Лондона. Идею о переезде много критиковали, но было очевидно, что невозможно собрать такое количество собак в одном месте крупного города, не создав множество проблем. Юбилейная выставка прошла в огромном современном Национальном выставочном центре (англ. National Exhibition Centre) в окрестностях Бирмингема. НВЦ состоит из двадцати соединённых между собой залов, и даже пяти из них хватило для проведения грандиозного шоу, на которое в юбилейном 1991 году записалось более 22 900 собак — это был абсолютный мировой рекорд по числу участников. Хватило места и для размещения нескольких сотен торговых киосков, предлагавших разнообразные товары для собак и их владельцев.
До переезда «Крафта» в Бирмингем выставка традиционно проводилась в феврале, практически в одно время с американским Вестминстером. В 1991—1994 годах мероприятие проходило в январе, но с 1995 года выставка обрела постоянное место в календаре: «Крафт» проходит в течение четырёх дней с четверга по воскресенье в первую или вторую неделю марта.
В Бирмингеме и до появления здесь «Крафта» проходили выставки собак, в том числе старейшая в мире выставка, ведущая свою историю с 1860 года и очень популярная и поныне. Теперь же Бирмингем стал бесспорной мировой столицей собачьих шоу, а в Лондоне крупных выставок больше не проводили.

## Crufts — национальная достопримечательность

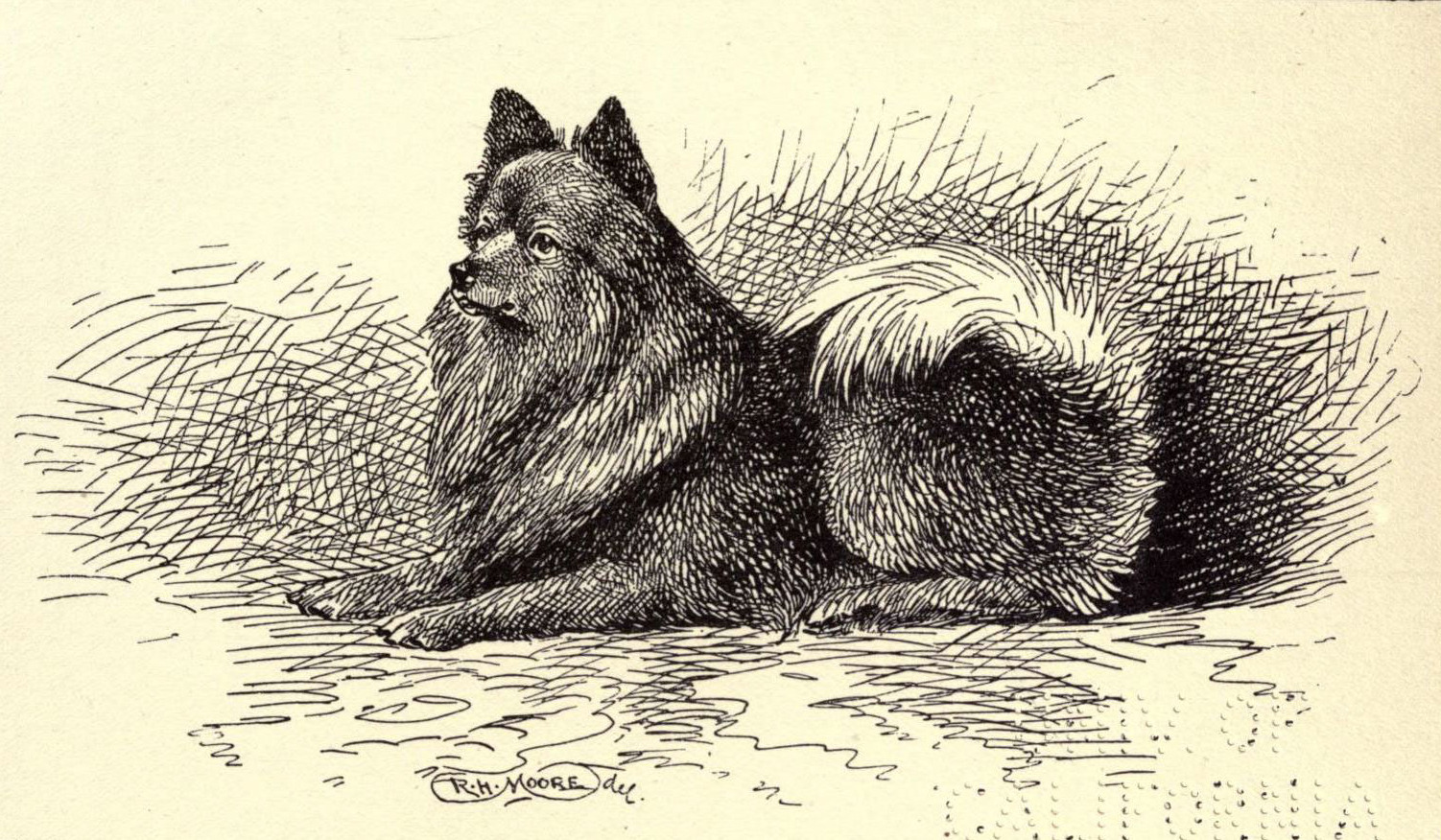
Марко, померанский шпиц королевы Виктории

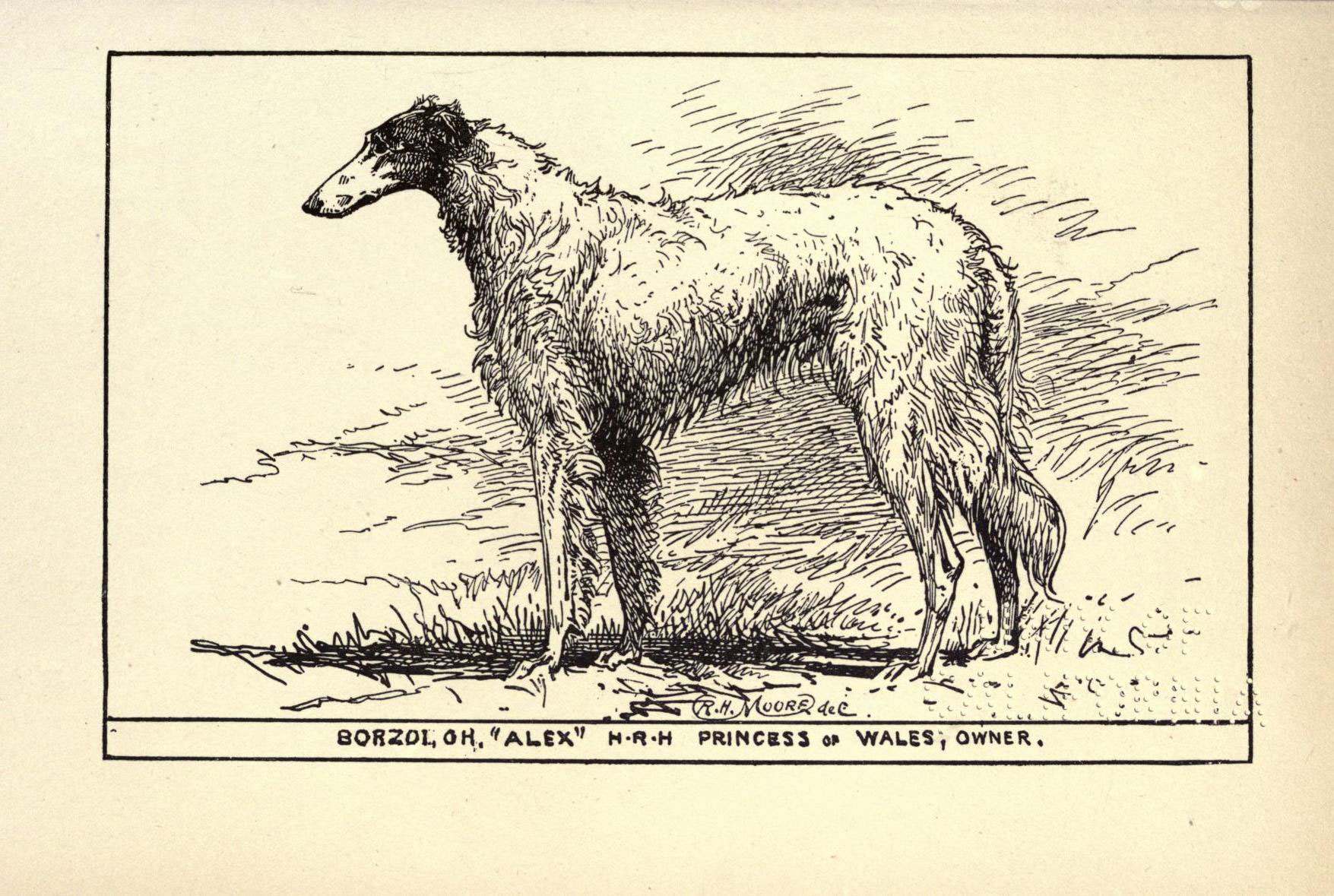
Алекс, русская псовая борзая Принца Уэльского

За многие десятилетия «Крафт» стал настоящей национальной традицией, пользующейся огромной популярностью. Ещё до Второй мировой Джон Голсуорси в «Саге о Форсайтах» назвал шоу Крафта в числе достопримечательностей, ради которых стоит посетить Англию.
За всю 120-летнюю историю, за исключением перерывов во время мировых войн в 1918—1920 и в 1942—1947 годах, выставка была отменена единственный раз в 1952 году из-за забастовки электриков, которые отказались демонтировать стенды после предыдущего мероприятия в Олимпии. «Крафт» попросту негде было проводить, взносы вернули участникам. Дважды проведение выставки оказалось под угрозой: в 1950 из-за траура по случаю смерти короля Георга V проводить выставку казалось невозможным, но «Крафт» всё же состоялся, хотя и на два дня позже; в 2001 году из-за эпидемии ящура выставка была перенесена с марта на май. Официальный сайт «Крафта» сообщает также, что 4—5 февраля 1972 года в связи с событиями в Ирландии выставка была проведена в сокращённом формате и без лишней шумихи.
С самого основания выставки Крафта патронаж со стороны королевской семьи придал ей огромный вес и сделал единственной в своём роде. Королева Виктория выставляла у Крафта своих колли и померанских шпицев (три из принадлежащих ей собак заняли призовые места), её сын Принц Уэльский показывал своего самоеда и жесткошёрстного бассета (предшественник современного малого вандейского бассет-гриффона). В течение ряда лет в шоу Крафта участвовали собаки королевского питомника «Sandringham», с 1916 года в ринги регулярно выходили ретриверы, принадлежащие королю Георгу V. Двоюродный брат королевы Елизаветы II принц Майкл Кентский в течение нескольких лет был председателем выставки. Ежегодно кто-то из членов королевской семьи обязательно посещает «Крафт».

## Международная популярность
До введения в Англии в 1901 году карантина на ввоз собак выставка Крафта с удовольствием приглашала зарубежных экспонентов. Известно, например, что в 1893 году у Крафта выставлялись 18 борзых русского императора Александра III. Участие высокопоставленных владельцев собак из России, Индии, других далёких стран привлекало публику, желавшую увидеть экзотические для того времени породы собак и готовую даже стоять в очередях к их боксам.
В течение ста лет из-за карантинных ограничений собаки из-за рубежа не могли участвовать в «Крафте». С ослаблением карантинных требований появился и интерес иностранных участников, хотя ввоз собак в Великобританию всё ещё сопряжён с большими сложностями и бумажной волокитой. Так, в 2013 году на «Крафт» приехали около двух тысяч собак из 41 страны, и это количество растёт, к неудовольствию английских участников «Крафта».
Главный титул «Крафта» — Best in Show — и до снижения таможенного барьера изредка выигрывали собаки, импортированные в Великобританию или принадлежащие зарубежным владельцам, но живущие в Англии: в 1975 году лучшей собакой выставки стал жесткошёрстный фокстерьер, принадлежащий итальянцам; в 1979 году победил керри-блю-терьер канадского разведения; в 1986 году Бест-ин-шоу выиграл эрдельтерьер, рождённый в Италии и принадлежащий итальянскому владельцу. Все эти собаки выставлялись британскими хендлерами.
В 2002 году, когда ввоз собак из-за рубежа стал возможным, впервые в истории «Крафта» главный приз взяла зарубежная собака — белый стандартный пудель из Норвегии. В 2006 году победителем стала австралийская овчарка канадского разведения, приехавшая из Калифорнии и выставленная американским хендлером. В 2005 и 2007 годах лучшими собаками выставки были выбраны рождённые в Великобритании норфолк-терьер и тибетский терьер, живущие за рубежом и представленные иностранными хендлерами.

## Правила
Современный «Крафт» не является открытым мероприятием: чтобы быть допущенной сюда, собаке нужно в течение года, предшествующего выставке, получить квалификационный сертификат. Для этого в Великобритании нужно занять одно из трёх первых мест в своём классе на чемпионате, лицензированном «Кеннел-клубом». Зарубежная собака должна завоевать титул лучшего кобеля или лучшей суки в породе на одной из международных квалификационных выставок, определённых «Кеннел-клубом». Интерчемпионы могут участвовать в «Крафте» без предварительной квалификации. Престиж «Крафта» настолько велик, что даже получение права участвовать здесь — квалификация на «Крафт» — уже является поводом для гордости и хвастовства.
В «Крафте» могут принять участие собаки лишь тех пород, которые признаны английским «Кеннел-клубом», их приблизительно в полтора раза меньше, чем пород, признанных Международной кинологической федерацией. Не разрешается участие собак с купированными ушами или хвостами.

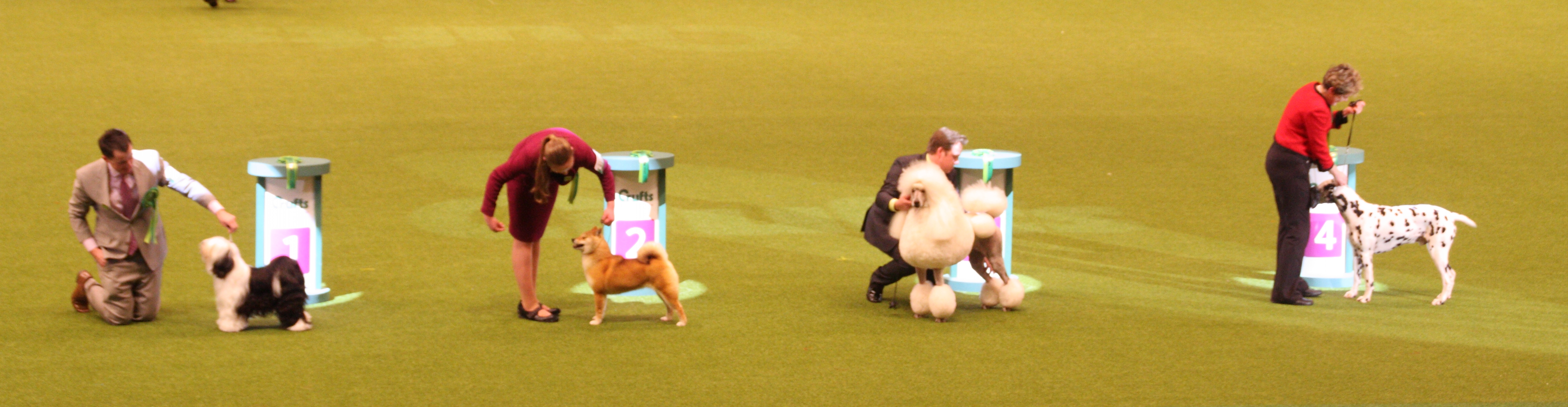
Crufts 2013: победители конкурса Best in Group (Utility)

Собаки, участвующие в выставке, разбиваются по породам, полу и классам: ветеранов, щенков, юниоров, молодых собак, несколько классов для взрослых собак, различные классы для собак, имеющих сертификаты рабочих испытаний разных видов. Сперва собаки сравниваются в своём классе. Из победителей всех классов выбираются лучший кобель и лучшая сука, эти две собаки сравниваются на титул «Лучший представитель породы» (англ. Best of Breed, BOВ) и «Лучшая собака противоположного пола» (англ. Best of Opposite Sex, BOS).
Породы разделены на группы в соответствии с классификацией «Кеннел-клуба»: гончие и борзые (англ. Hounds), подружейные (англ. Gundogs), терьеры (англ. Terriers), пользовательные породы (англ. Utility), служебные (англ. Working), пастушьи (англ. Pastoral), комнатно-декоративные (англ. Toys). Лучшие собаки (BOB) всех пород соревнуются с другими победителями в своей группе. Семь собак, завоевавших титул «Лучшей собаки в группе» (англ. Best in Group, BIG), выходят на главный конкурс выставки — «Лучшая собака выставки» («Бест-ин-шоу», англ. Best in Show, BIS).

## Награды

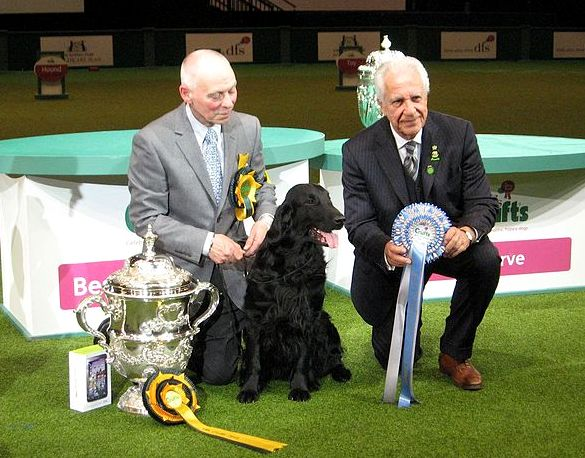
Победитель Crufts 2011 года прямошёрстный ретривер Vbos The Kentuckian. Справа на фото судья Паоло Дондина. За спиной у судьи виден кубок резервного победителя Бест-ин-шоу

Высший титул «Крафта» — «Бест-ин-шоу» — присваивается лучшей собаке выставки. Этот титул учреждён с 1928 года. Ранее, с 1905 по 1914 год, на «Крафте» присуждался титул «Лучший чемпион» англ. Best Champion: претендовать на этот титул могли собаки, выставлявшиеся в специальном классе подписчиков «Крафта», подписка обходилась в одну гинею (21 шиллинг) в год.
Новый титул «Бест-ин-шоу» стал доступен любой собаке выставки. Интересно, что первоначально на конкурс «Бест-ин-шоу» выходили две собаки из каждой породы — лучший кобель и лучшая сука, и только с 1936 года претендовать на этот титул стало разрешено лишь собакам, выигравшим титул «Лучшая собака породы» (англ. Best of Breed). После лучшей собаки выставки судья выбирает и резервного победителя, остальные участники «Бест-ин-шоу» по местам не квалифицируются.
Церемония выбора и награждения лучшей собаки выставки — кульминация «Крафта» — с 2007 года проводится на главной арене с трибунами на 6 тысяч зрителей. Эта красочная церемония предваряется показательными выступлениями и транслируется по телевидению.
Победитель и резервный победитель выставки и каждой группы становятся обладателями кубков, оригиналы которых очень ценны, — так, огромный кубок «Лучшей собаке выставки» The Keddel Memorial Trophy изготовлен из чистого серебра. Большинство этих кубков — переходящие, и только жители Великобритании могут держать их у себя на основании специального договора с «Кеннел-клубом». Для победителей изготавливают точные копии этих призов из недрагоценных материалов, но зато с выгравированным именем победителя.
Победители «Крафта» получают и символические денежные призы: «Бест-ин-шоу» — £100, резервный победитель — £50, победитель группы — £50, резервный победитель в группе — £25, лучший представитель породы — £25, лучшая собака противоположного пола — £10. Таким образом, самый большой выигрыш может составить £175.

## Победители
Самым успешным участником за всю историю «Крафта», а возможно, и за всю историю выставок собак, был заводчик английских кокер-спаниелей Г. С. Ллойд (англ. Herbert Summers Lloyd, 1887—1963), владелец питомника Ware. Его чёрно-голубые спаниели занимали подиум Бест-ин-шоу шесть раз, причём каждая собака стала обладателем высшей награды дважды, а в период с 1938 по 1950 год кокеры Ллойда были монопольными обладателями титула победителя (с учётом приостановки выставки на период Второй мировой войны). Дочь Ллойда тоже стала рекордсменкой «Крафта», но уже по продолжительности участия в шоу: дебютировав в 1948 году, Дженнифер Ллойд Кэри за более чем 60 лет вывела в ринги «Крафта» 40 кокер-спаниелей, трижды была судьёй «Крафта».
Примечательны и успехи известной заводчицы чёрных лабрадоров графини Лорны Хоу (англ. Lorna Howe). Её лабрадоры становились победителями «Крафта» три раза, одна из собак заняла подиум дважды. В 1934 году Лорна Хоу была судьёй Бест-ин-шоу «Крафта».
Условные обозначения (классификация пород АКК):
G — подружейные (англ. Gundog); Ho — охотничьи (англ. Hound, гончие и борзые; P — пастушьи (англ. Pastoral); T — терьеры (англ. Terrier); Toy — комнатно-декоративные (англ. Toy); U — пользовательные (англ. Utility); W — рабочие (англ. Working)
| Год         | Группа                                                                             | Порода                                                                             | Кличка                                                                             | Страна                                                                             | Ссылка                                                                             |
| ----------- | ---------------------------------------------------------------------------------- | ---------------------------------------------------------------------------------- | ---------------------------------------------------------------------------------- | ---------------------------------------------------------------------------------- | ---------------------------------------------------------------------------------- |
| 1928        | Ho                                                                                 | Грейхаунд                                                                          | Primeley Sceptre                                                                   | Великобритания                                                                     | [ 36 ]                                                                             |
| 1929        | T                                                                                  | Шотландский терьер                                                                 | Heather Necessity                                                                  | Великобритания                                                                     | [ 36 ]                                                                             |
| 1930        | G                                                                                  | Английский кокер-спаниель                                                          | Luckystar of Ware                                                                  | Великобритания                                                                     | [ 36 ]                                                                             |
| 1931        | G                                                                                  | Английский кокер-спаниель                                                          | Luckystar of Ware                                                                  | Великобритания                                                                     | [ 36 ]                                                                             |
| 1932        | G                                                                                  | Лабрадор-ретривер                                                                  | Bramshaw Bob                                                                       | Великобритания                                                                     | [ 36 ]                                                                             |
| 1933        | G                                                                                  | Лабрадор-ретривер                                                                  | Bramshaw Bob                                                                       | Великобритания                                                                     | [ 36 ]                                                                             |
| 1934        | Ho                                                                                 | Грейхаунд                                                                          | Southball Moonstone                                                                | Великобритания                                                                     | [ 36 ]                                                                             |
| 1935        | G                                                                                  | Пойнтер                                                                            | Pennine Prima Donna                                                                | Великобритания                                                                     | [ 36 ]                                                                             |
| 1936        | U                                                                                  | Чау-чау                                                                            | Choonam Hung Kwong                                                                 | Великобритания                                                                     | [ 36 ]                                                                             |
| 1937        | G                                                                                  | Лабрадор-ретривер                                                                  | Cheverell’s Ben of Banchory                                                        | Великобритания                                                                     | [ 37 ]                                                                             |
| 1938        | G                                                                                  | Английский кокер-спаниель                                                          | Exquisite Model of Ware                                                            | Великобритания                                                                     | [ 36 ]                                                                             |
| 1939        | G                                                                                  | Английский кокер-спаниель                                                          | Exquisite Model of Ware                                                            | Великобритания                                                                     | [ 36 ]                                                                             |
| 1940 — 1947 | Из-за Второй мировой войны выставки не проводились.                                | Из-за Второй мировой войны выставки не проводились.                                | Из-за Второй мировой войны выставки не проводились.                                | Из-за Второй мировой войны выставки не проводились.                                | Из-за Второй мировой войны выставки не проводились.                                |
| 1948        | G                                                                                  | Английский кокер-спаниель                                                          | Tracey Witch of Ware                                                               | Великобритания                                                                     | [ 36 ]                                                                             |
| 1949        | В связи с переносом времени проведения с октября на февраль «Крафт» не проводился. | В связи с переносом времени проведения с октября на февраль «Крафт» не проводился. | В связи с переносом времени проведения с октября на февраль «Крафт» не проводился. | В связи с переносом времени проведения с октября на февраль «Крафт» не проводился. | В связи с переносом времени проведения с октября на февраль «Крафт» не проводился. |
| 1950        | G                                                                                  | Английский кокер-спаниель                                                          | Tracey Witch of Ware                                                               | Великобритания                                                                     | [ 36 ]                                                                             |
| 1951        | T                                                                                  | Вельш-терьер                                                                       | Twynstar Dyma-Fi                                                                   | Великобритания                                                                     | [ 36 ]                                                                             |
| 1952        | U                                                                                  | Английский бульдог                                                                 | Noways Chuckles                                                                    | Великобритания                                                                     | [ 36 ]                                                                             |
| 1953        | W                                                                                  | Немецкий дог                                                                       | Elch Elder of Ouborough                                                            | Великобритания                                                                     | [ 36 ]                                                                             |
| 1954        | Выставка не состоялась из-за забастовки.                                           | Выставка не состоялась из-за забастовки.                                           | Выставка не состоялась из-за забастовки.                                           | Выставка не состоялась из-за забастовки.                                           | Выставка не состоялась из-за забастовки.                                           |
| 1955        | U                                                                                  | Пудель (стандартный)                                                               | Tzigane Affri of Nashend                                                           | Великобритания                                                                     | [ 36 ]                                                                             |
| 1956        | Ho                                                                                 | Грейхаунд                                                                          | Treetops Golden Falcon                                                             | Великобритания                                                                     | [ 36 ]                                                                             |
| 1957        | U                                                                                  | Кеесхонд                                                                           | Volkrijk of Vorden                                                                 | Великобритания                                                                     | [ 36 ]                                                                             |
| 1958        | G                                                                                  | Пойнтер                                                                            | Chiming Bells                                                                      | Великобритания                                                                     | [ 36 ]                                                                             |
| 1959        | T                                                                                  | Вельш-терьер                                                                       | Sandstorm Saracen                                                                  | Великобритания                                                                     | [ 36 ]                                                                             |
| 1960        | Ho                                                                                 | Ирландский волкодав                                                                | Sulhamstead Merman                                                                 | Великобритания                                                                     | [ 36 ]                                                                             |
| 1961        | T                                                                                  | Эрдельтерьер                                                                       | Riverina Tweedsbairn                                                               | Великобритания                                                                     | [ 36 ]                                                                             |
| 1962        | T                                                                                  | Жесткошёрстный фокстерьер                                                          | Crackwyn Cockspur                                                                  | Великобритания                                                                     | [ 36 ]                                                                             |
| 1963        | T                                                                                  | Лейкленд-терьер                                                                    | Rogerholm Recruit                                                                  | Великобритания                                                                     | [ 36 ]                                                                             |
| 1964        | G                                                                                  | Английский сеттер                                                                  | Silbury Soames of Madavale                                                         | Великобритания                                                                     | [ 36 ]                                                                             |
| 1965        | P                                                                                  | Немецкая овчарка                                                                   | Fenton of Kentwood                                                                 | Великобритания                                                                     | [ 36 ]                                                                             |
| 1966        | U                                                                                  | Пудель (той)                                                                       | Oakington Puckshill Amber Sunblush                                                 | Великобритания                                                                     | [ 36 ]                                                                             |
| 1967        | T                                                                                  | Лейкленд-терьер                                                                    | Stingray of Derryabah                                                              | Великобритания                                                                     | [ 36 ]                                                                             |
| 1968        | U                                                                                  | Далматин                                                                           | Fanhill Faune                                                                      | Великобритания                                                                     | [ 36 ]                                                                             |
| 1969        | P                                                                                  | Немецкая овчарка                                                                   | Hendrawen’s Nibelung of Charavigne                                                 | Великобритания                                                                     | [ 36 ]                                                                             |
| 1970        | W                                                                                  | Пиренейская горная собака                                                          | Bergerie Knur                                                                      | Великобритания                                                                     | [ 36 ]                                                                             |
| 1971        | P                                                                                  | Немецкая овчарка                                                                   | Ramacon Swashbuckler                                                               | Великобритания                                                                     | [ 41 ]                                                                             |
| 1972        | T                                                                                  | Бультерьер                                                                         | Abraxas Audacity                                                                   | Великобритания                                                                     | [ 36 ]                                                                             |
| 1973        | Toy                                                                                | Кавалер кинг чарльз спаниель                                                       | Alansmere Aquarius                                                                 | Великобритания                                                                     | [ 42 ]                                                                             |
| 1974        | W                                                                                  | Сенбернар                                                                          | Burtonswood Bossy Boots                                                            | Великобритания                                                                     | [ 36 ]                                                                             |
| 1975        | T                                                                                  | Жесткошёрстный фокстерьер                                                          | Brookewire Brandy of Layven                                                        | Италия                                                                             | [ 36 ]                                                                             |
| 1976        | T                                                                                  | Вест-хайленд-уайт-терьер                                                           | Dianthus Buttons                                                                   | Великобритания                                                                     | [ 36 ]                                                                             |
| 1977        | G                                                                                  | Английский сеттер                                                                  | Bournehouse Dancing Master                                                         | Великобритания                                                                     | [ 36 ]                                                                             |
| 1978        | T                                                                                  | Жесткошёрстный фокстерьер                                                          | Harrowhill Huntsman                                                                | Великобритания                                                                     | [ 36 ]                                                                             |
| 1979        | T                                                                                  | Керри-блю-терьер                                                                   | Callaghan of Leander                                                               | Великобритания                                                                     | [ 36 ]                                                                             |
| 1980        | G                                                                                  | Прямошёрстный ретривер                                                             | Shargleam Blackcap                                                                 | Великобритания                                                                     | [ 36 ]                                                                             |
| 1981        | G                                                                                  | Ирландский красный сеттер                                                          | Astley Portia of Rua                                                               | Великобритания                                                                     | [ 36 ]                                                                             |
| 1982        | U                                                                                  | Пудель (той)                                                                       | Grayco Hazelnut                                                                    | Великобритания                                                                     | [ 43 ]                                                                             |
| 1983        | Ho                                                                                 | Афганская борзая                                                                   | Montravia Kaskarak Hitari                                                          | Великобритания                                                                     | [ 36 ]                                                                             |
| 1984        | U                                                                                  | Лхаса апсо                                                                         | Saxonsprings Hackensack                                                            | Великобритания                                                                     | [ 44 ]                                                                             |
| 1985        | U                                                                                  | Пудель (стандартный)                                                               | Montravia Tommy-Gun                                                                | Великобритания                                                                     | [ 45 ]                                                                             |
| 1986        | T                                                                                  | Эрдельтерьер                                                                       | Ginger Xmas Carol                                                                  | Италия                                                                             | [ 36 ]                                                                             |
| 1987        | Ho                                                                                 | Афганская борзая                                                                   | Viscount Grant                                                                     | Великобритания                                                                     | [ 36 ]                                                                             |
| 1988        | G                                                                                  | Английский сеттер                                                                  | Starlite Express at Valsett                                                        | Великобритания                                                                     | [ 46 ]                                                                             |
| 1989        | P                                                                                  | Бородатый колли                                                                    | Potterdale Classic of Moonhill                                                     | Великобритания                                                                     | [ 36 ]                                                                             |
| 1990        | T                                                                                  | Вест-хайленд-уайт-терьер                                                           | Olac Moon Pilot                                                                    | Великобритания                                                                     | [ 36 ]                                                                             |
| 1991        | G                                                                                  | Кламбер-спаниель                                                                   | Raycrofts Socialite                                                                | Великобритания                                                                     | [ 36 ]                                                                             |
| 1992        | Ho                                                                                 | Уиппет                                                                             | Pencloe Dutch Gold                                                                 | Великобритания                                                                     | [ 47 ]                                                                             |
| 1993        | G                                                                                  | Ирландский сеттер                                                                  | Danaway Debonair                                                                   | Великобритания                                                                     | [ 36 ]                                                                             |
| 1994        | T                                                                                  | Вельш-терьер                                                                       | Purston Hit and Miss From Brocolitia                                               | Великобритания                                                                     | [ 36 ]                                                                             |
| 1995        | G                                                                                  | Ирландский сеттер                                                                  | Starchelle Chicago Bear                                                            | Великобритания                                                                     | [ 36 ]                                                                             |
| 1996        | G                                                                                  | Английский кокер-спаниель                                                          | Canigou Cambrai                                                                    | Великобритания                                                                     | [ 36 ]                                                                             |
| 1997        | Toy                                                                                | Йоркширский терьер                                                                 | Ozmilion Mystification                                                             | Великобритания                                                                     | [ 48 ]                                                                             |
| 1998        | T                                                                                  | Вельш-терьер                                                                       | Saredon Forever Young                                                              | Великобритания                                                                     | [ 49 ]                                                                             |
| 1999        | G                                                                                  | Ирландский сеттер                                                                  | Caspians Intrepid                                                                  | Великобритания                                                                     | [ 50 ]                                                                             |
| 2000        | T                                                                                  | Керри-блю-терьер                                                                   | Torums Scarf Michael                                                               | Великобритания                                                                     | [ 51 ]                                                                             |
| 2001        | Ho                                                                                 | Басенджи                                                                           | Jethard Cidevant                                                                   | Великобритания                                                                     | [ 52 ]                                                                             |
| 2002        | U                                                                                  | Пудель (стандартный)                                                               | Topscore Contradiction                                                             | Норвегия                                                                           | [ 53 ]                                                                             |
| 2003        | Toy                                                                                | Пекинес                                                                            | Yakee A Dangerous Liaison                                                          | Великобритания                                                                     | [ 54 ]                                                                             |
| 2004        | Ho                                                                                 | Уиппет                                                                             | Cobyco Call the Tune                                                               | Великобритания                                                                     | [ 55 ]                                                                             |
| 2005        | T                                                                                  | Норфолк-терьер                                                                     | Cracknor Cause Celebre                                                             | Великобритания                                                                     | [ 56 ]                                                                             |
| 2006        | P                                                                                  | Австралийская овчарка                                                              | Caitland Isle Take a Chance                                                        | Великобритания                                                                     | [ 57 ]                                                                             |
| 2007        | U                                                                                  | Тибетский терьер                                                                   | Araki Fabulous Willy                                                               | Великобритания                                                                     | [ 58 ]                                                                             |
| 2008        | W                                                                                  | Ризеншнауцер                                                                       | Jafrak Philippe Olivier                                                            | Великобритания                                                                     | [ 59 ]                                                                             |
| 2009        | T                                                                                  | Силихем-терьер                                                                     | Efbe’s Hidalgo At Goodspice                                                        | Канада                                                                             | [ 60 ] [ 61 ]                                                                      |
| 2010        | G                                                                                  | Венгерская выжла                                                                   | Hungargunn Bear It’n Mind                                                          | Австралия                                                                          | [ 62 ]                                                                             |
| 2011        | G                                                                                  | Прямошёрстный ретривер                                                             | Vbos The Kentuckian                                                                | Великобритания                                                                     | [ 63 ]                                                                             |
| 2012        | U                                                                                  | Лхаса апсо                                                                         | Zentarr Elizabeth                                                                  | Великобритания                                                                     | [ 64 ]                                                                             |
| 2013        | Ho                                                                                 | Малый вандейский бассет-гриффон                                                    | Soletrader Peek A Boo                                                              | Великобритания                                                                     | [ 65 ]                                                                             |
| 2014        | U                                                                                  | Пудель (стандартный)                                                               | Afterglow Maverick Sabre                                                           | Великобритания                                                                     | [ 66 ]                                                                             |
| 2015        | T                                                                                  | Шотландский терьер                                                                 | McVan’s To Russia With Love                                                        | Россия                                                                             | [ 67 ]                                                                             |
| 2016        | T                                                                                  | Вест-хайленд-уайт-терьер                                                           | Burneze Geordie Girl                                                               | Великобритания                                                                     | [ 68 ]                                                                             |
| 2017        | G                                                                                  | Американский кокер-спаниель                                                        | Afterglow Miami Ink                                                                | Великобритания                                                                     | [ 69 ]                                                                             |
| 2018        | Ho                                                                                 | Уиппет                                                                             | Collooney Tartan Tease                                                             | Великобритания                                                                     | [ 70 ]                                                                             |
| 2019        | Toy                                                                                | Папийон                                                                            | Planet Waves Forever Young Daydream Believers                                      | Бельгия                                                                            | [ 71 ]                                                                             |
| 2020        | Ho                                                                                 | Такса жесткошёрстная (стандартная)                                                 | Silvae Trademark                                                                   | Великобритания                                                                     | [ 72 ]                                                                             |

## Сопутствующие мероприятия
Как утверждает официальный сайт, «Крафт» — это не только выставка, то есть соревнование чистопородных собак по красоте. Современный «Крафт» освещает все роли, которые собаки играют в жизни людей.

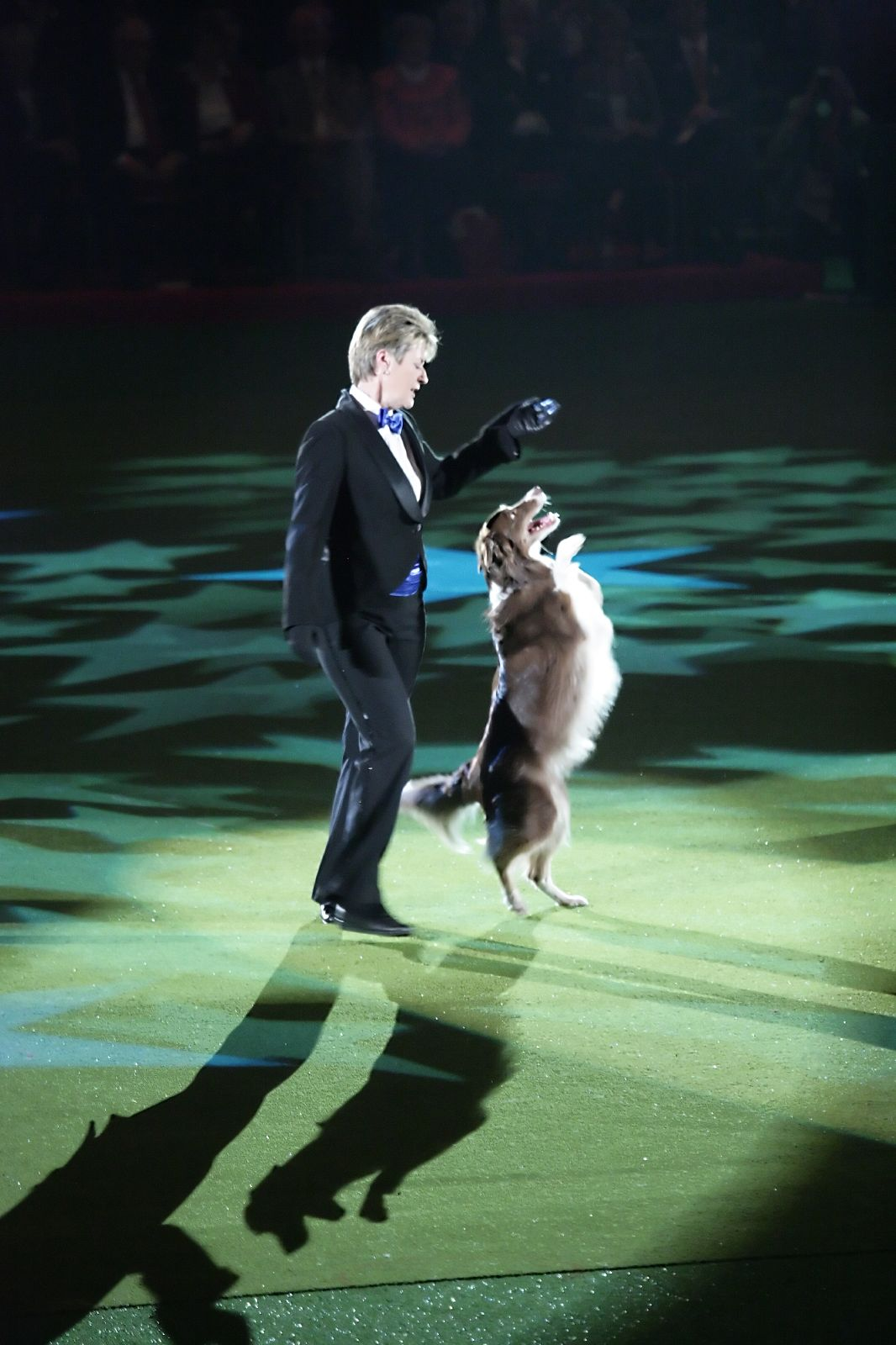
Crufts 2007: Танцы с собаками — Мэри Рэй

### Спортивные соревнования
В 1955 году одновременно с выставкой в Олимпии впервые был проведён чемпионат по обидиенс (послушанию), в этом соревновании наряду с породистыми рабочими овчарками участвовали и беспородные собаки. В соревнованиях по послушанию собака в контакте с дрессировщиком или на расстоянии от него по указанию судьи должна выполнять фигурные движения, команды на выдержку, апортировку, поиск по запаху и другие. Чёткость и скорость исполнения команд оцениваются баллами. Для обидиенс в НВЦ выделена специальная обидиенс-арена.
Первые показательные выступления по аджилити состоялись здесь в 1978 году, а начиная с 1980 проводятся регулярные чемпионаты. В соревнованиях по аджилити собака должна под руководством человека с наибольшей скоростью и точностью пройти полосу препятствий. За каждую ошибку собака получает штрафное время. В 2000 году и без того зрелищная программа аджилити пополнилась специальным зачётом для собак-спасателей.
Флайбол впервые появился на «Крафте» в 1990 году и тоже стал ежегодным чемпионатом. В этой азартной эстафете соревнуются на скорость команды из четырёх собак, которые должны пробежать дорожку с барьерами и вернуться на стартовую линию с мячиком.
Фристайл (танцы с собаками), который на «Крафте» называют Heelwork to music (движения под музыку), впервые был показан на финальном шоу в 1992 году. Здесь этот вид спорта представила выдающаяся дрессировщица и спортсменка Мэри Рэй, по праву считающаяся основательницей танцевального кинологического спорта в Великобритании. Ни один «Крафт» не обходится без танцевальных номеров Мэри и её собак в показательных выступлениях.
В 2008 году зрители «Крафта» впервые увидели показательные выступления по каникроссу (бег с собакой).

### Молодёжная программа
Официальным и очень престижным мероприятием считается традиционно проходящий на «Крафте» чемпионат мира среди юных хендлеров. Хендлеры, в том числе зарубежные, нередко выступают здесь с собаками, любезно предоставленными местными жителями. Поэтому даже в годы строгого карантина чемпионат юных хендлеров проходил с участием представителей из многих стран. Победа хендлера на таком престижном соревновании приносит ему мировую славу, которая будет сопровождать каждый выход победителя в выставочный ринг.
В английском «Кеннел-клубе» есть молодёжное подразделение — Young Kennel Club, которое организует в рамках «Крафта» собственную программу для детей и молодёжи от 6 до 25 лет. Молодёжная программа имеет собственный призовой фонд и охватывает все виды кинологического спорта, конкурс юного хендлера, конкурс груминга.

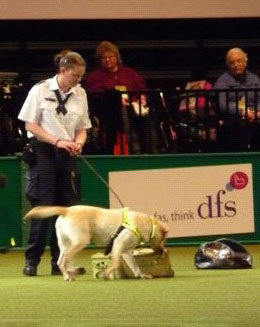
Crufts 2011: Показательные выступления собаки-таможенника

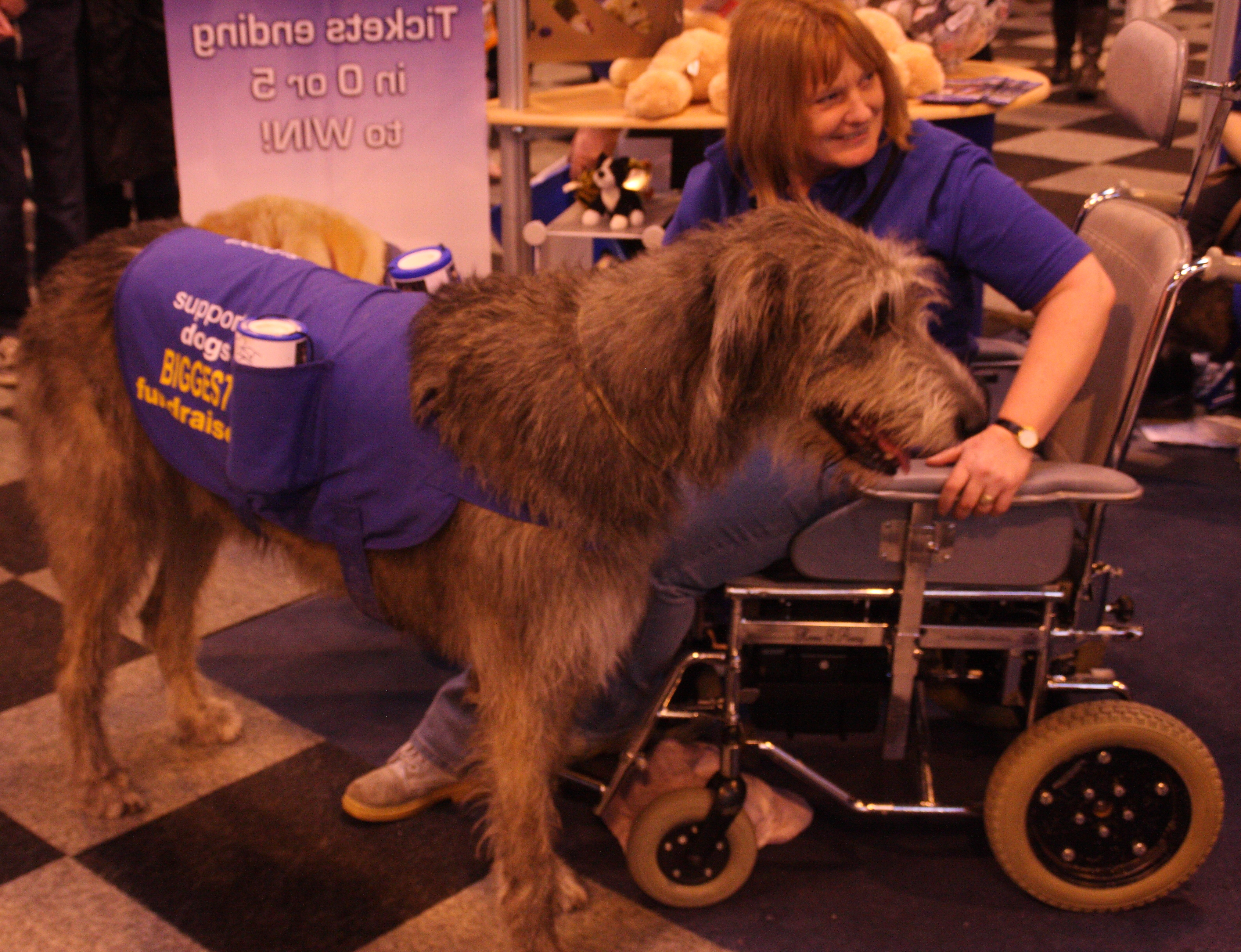
Crufts 2013 Discover Dogs: Собака — помощник инвалида

### Friends for Life
На «Крафте» подводят итог национального конкурса «Друзья на всю жизнь» (англ. Friends for Life). Победитель конкурса выбирается среди английских собак, спасающих жизнь людей: собаки-поводыри, помощники инвалидов, компаньоны. На конкурс номинируются и собаки-спасатели, хвостатые служащие Вооружённых сил, специализирующиеся на розыске мин, собаки-таможенники, помогающие в обнаружении взрывчатки и наркотиков, — благодаря этим участникам первоначально конкурс назывался «Собаки-герои». Конкурс впервые был проведён в 2004 году. Победителя определяет свободное голосование: о собаках-номинантах снимают и размещают в Интернете видеоролики, публика имеет возможность голосовать за претендентов в Интернете и по телефону. Победитель конкурса получает от спонсора значительную денежную сумму.

### Discover Dog
«Откройте для себя собаку» (англ. Discover Dog) — широкий комплекс выставочных мероприятий, призванных популяризовать собаководство и формировать психологию «ответственного владельца». Для посетителей выставки организуют стенды, где можно пообщаться с собаками разных пород и их заводчиками, показательные выступления и лекции, консультации по выбору породы и уходу за щенком. На выделенных площадках одна за другой проходят демонстрации игр, спортивных занятий, дрессировки. Проводится соревнование по системе «Управляемая городская собака» со своими наградными сертификатами. Желающие могут посетить мастер-классы по хендлингу и грумингу. Программа стартовала на «Крафте» в 1994 году, а сейчас ни одна крупная выставка не обходится без подобного мероприятия. Ярким примером взаимодействия с собакой становится ежегодное (с 2004 года) выступление группы Southern Golden Retriever Display: на главной арене большая группа золотистых ретриверов с владельцами показывает эффектные перестроения, управление собаками на расстоянии, выдержку.

### Scruffts
«Кеннел-клуб» регистрирует не только чистопородных собак, но и метисов, и «Крафт» предоставляет отдельные соревнования для собак смешанного происхождения. Метисы соревнуются в аджилити, обидиенс, фристайле. Для них организовано и неформальное соревнование по выбору лучшей собаки, шутливо названное Scruffts, с символической платой за участие. Финал этого конкурса впервые прошёл в рамках «Крафта» в 2013 году.

## Организация шоу
Участники выставки утверждают, что «Крафт» отличается отличной организацией, профессионализмом судей и доброжелательной атмосферой.
Судьи «Крафта» приглашаются с одобрения «Кеннел-клуба» и с учётом мнения породных клубов. В результате судейство на «Крафте» демонстрирует наивысший уровень и опытность. Выбирать победителей итоговых конкурсов Бест-ин-групп и Бест-ин-шоу — большая честь для судьи, приглашение сюда свидетельствует о высочайшем международном авторитете судьи-кинолога.
Собаки-участники в течение дня размещаются в индивидуальных боксах, число которых строго соответствует количеству выставляющихся в этот день собак. Боксы расположены неподалёку от рингов. В интересах зрителей правила «Крафта» требуют, чтобы собаки находились в боксах до конца выставочного дня.
Огромное количество собак требует специальных мер по обеспечению чистоты. Владельцам собак предписано следить за своими питомцами, и все они снабжены специальными пакетами для уборки за собаками, но случается, что неприятные события остаются незамеченными. В обязанности штатных сотрудников НВЦ не входит уборка за животными, эту функцию выполняют 20 добровольцев, вооружённых совками и мусорными баками на колёсах. После окончания выставки чистятся и убираются на хранение до следующего «Крафта» ковры, в течение суток все поверхности обрабатываются промышленными дезинфицирующими средствами на высоту не менее двух метров.

## Критика
Как и на Олимпийских играх, на «Крафте» периодически возникают свои антидопинговые скандалы и обвинения в применении анаболических стероидов и успокоительных средств. Но ещё более жаркими стали споры о том, не ведёт ли политика разведения, популяризуемая «Крафтом» и «Кеннел-клубом», к накоплению генетических аномалий и гипертрофии породных признаков ради прихоти владельцев.
19 августа 2008 года телеканал BBC One показал в эфире фильм Джемаймы Харрисон «Породистые собаки в зоне риска» (англ. Pedigree Dogs Exposed), в котором критиковалась политика «Кеннел-клуба» в отношении стандартов пород, правил судейства и практики инбредного разведения, которые наносят ущерб здоровью чистопородных собак.
В результате скандала, разгоревшегося по следам фильма, крупнейшие спонсоры — Hill's Pet Nutrition, RSPCA (Королевское общество по предотвращению жестокого обращения с животными), Dogs Trust (англ.) и другие — отказались финансировать «Крафт» и другие мероприятия «Кеннел-клуба». Потеря такого спонсора, как Pedigree Petfoods, стоила «Крафту» от £0,5 до £1,5 млн.
Телекомпания «Би-би-си» потребовала от «Кеннел-клуба» отстранить от участия в выставке по меньшей мере 14 самых «проблемных» пород и в ответ на отказ исключила «Крафт» из своей программы вещания, досрочно расторгнув контракт ценой в шестизначную цифру, заключённый на срок до 2010 года.
«Кеннел-клубу» пришлось в срочном порядке налаживать интернет-трансляцию с помощью веб-камер.
«Кеннел-клуб» утверждал, что его деятельность направлена на обеспечение благополучия собак, обвинил фильм в предвзятом представлении и даже подал в Ofcom жалобу на несправедливое обвинение. Однако масштабный резонанс вынудил клуб начать работу по пересмотру стандартов пород, судьям было предписано обращать внимание в первую очередь на здоровье собак. Проекты новых стандартов были представлены уже в 2009 году, но в знак протеста против проведения «Крафта» PETA в 2010 году разместила на автобусных остановках Бирмингема постеры, в которых сравнивала чистопородное разведение собак с нацистскими евгеническими программами 1930—1940-х годов. Телеканал More4, освещавший события «Крафта» в 2010 году, особое внимание уделял здоровью участвовавших в выставке собак.
В ответ на обвинения в поощрении инбридинга с 2011 года программа «Крафта» дополнена рингами для беспородных собак и метисов. По утверждению пресс-секретаря «Кеннел-клуба» Кэролайн Киско, «выставки собак дают нам возможность поддерживать и поощрять разведение счастливых и здоровых собак, продемонстрировав, что именно такие собаки возвращаются домой с призами». В 2012 году введено обязательное ветеринарное обследование всех собак, ставших лучшими в своей породе, так, чтобы только абсолютно здоровые собаки могли выйти на главный ринг и претендовать на титул Бест-ин-шоу. Первый опыт такого контроля завершился печально: из пятнадцати проверенных собак, относящихся к «группе риска», шесть не были допущены к групповым бестам из-за проблем с глазами, их титулы были аннулированы. Такой результат вызвал споры и волнение среди заводчиков и судей, которые посчитали ветеринарную диагностику некачественной и недостоверной.
«Крафт» отмечен и постоянными спорами между «Кеннел-клубом» и владельцами собак относительно применения на выставке косметических средств. Защитники косметики утверждали, что выпустить в главный ринг пуделя без лака для волос — то же, что девушке на конкурсе «Мисс Мира» выйти на подиум без макияжа. В 2011 году представители клуба проводили рейды по помещениям выставки, вылавливая нарушителей. В 2013 году официально разрешено использовать лак для укладки шерсти на голове и морде и мел для чистки и подкрашивания белых собак.

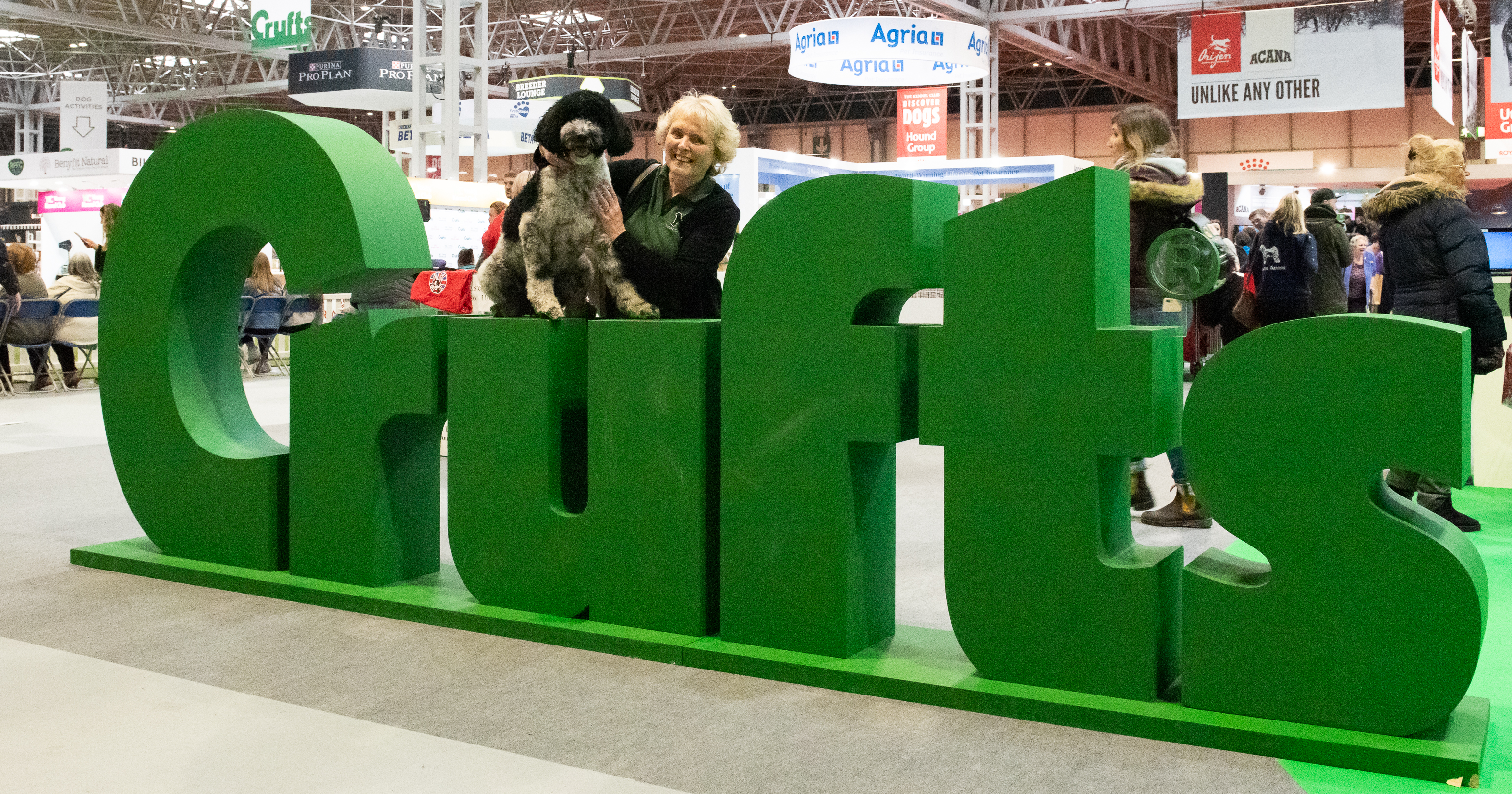

## «Крафт» в СМИ
Выставки собак и кинологический спорт всегда пользовались пристальным вниманием прессы. События в мире собак освещали новостные издания, со временем появились и специализированные «собачьи» газеты и журналы. Английская и зарубежная пресса пишет о «Крафте» задолго до начала выставки, каждый день выставки бывает отмечен заметкой или статьёй. Счастливый победитель «Крафта» удостаивается развёрнутых статей с фотографией.
Телезрители впервые увидели репортаж с «Крафта» в 1950 году благодаря телекомпании «Би-би-си». С 1966 года телевизионные трансляции событий «Крафта» на «Би-би-си» стали регулярными. Более чем сорокалетнее сотрудничество «Крафта» с «Би-би-си» прервалось в 2008 году в результате скандала, вызванного фильмом Pedigree Dogs Exposed. «Кеннел-клуб», связанный контрактом с «Би-би-си», не стал договариваться с другими телекомпаниями, и в 2009 году «Крафт» на телеэкранах не появлялся. C 2010 года Крафт освещается коммерческим телеканалом More4 по одному часу вечером и два часа в воскресенье. В 2015 году время трансляции с «Крафта» поделили More4 и Channel 4.
В 2009 году «Кеннел-клуб» начал трансляции программы главного ринга в Интернете. Из-за отсутствия в этом году телетрансляции канал «Крафта» стал самым посещаемым в Великобритании. Трансляции стали регулярными.